# Jordbro Å
Jordbro Å är ett vattendrag i Danmark.   Det ligger i Region Mittjylland, i den nordvästra delen av landet, 230 km väster om huvudstaden Köpenhamn.
Ån rinner upp i västra delen av Viborgs kommun, passerar strax öster om Stoholm för att sedan mynna ut i Hjarbæk Fjord, en vik av Limfjorden.